# Adinandra loerzingiana
Adinandra loerzingiana är en tvåhjärtbladig växtart som beskrevs av Clarence Emmeren Kobuski. Adinandra loerzingiana ingår i släktet Adinandra och familjen Pentaphylacaceae. Inga underarter finns listade i Catalogue of Life.